# Gli innamorati
Gli innamorati is een Italiaanse film van Mauro Bolognini die werd uitgebracht in 1955.
Dankzij de voorstelling van Gli Innamorati op de 9e editie van het Filmfestival van Cannes (1956) verkregen Bolognini en acteur Nino Manfredi voor het eerst naamsbekendheid.

## Samenvatting
1955, in een pittoreske volksbuurt van Rome waar enkele jongeren samen zijn opgegroeid. Onder hen bevinden zich Franco en zijn vriendin, het kapstertje Adriana. De verlegen Otello is ook kapper, hij is tot over zijn oren verliefd op Adriana. Nando is een mecanicien die poseerwerk doet voor fotoromans. Hij gaat uit met een vrouw die ook poseert voor fotoromans tot hij beseft dat hij houdt van Marisa. Al die jongeren zien elkaar regelmatig in het restaurant van Cesare en zijn echtgenote Ines. Ines is een vurige vrouw die flirt met mooie Franco. Uit wraak besluit de jaloerse Adriana daarna in te gaan op Otellos' hofmakerij. 

## Rolverdeling
| Acteur             | Personage      |
| ------------------ | -------------- |
| Antonella Lualdi   | Adriana Latini |
| Franco Interlenghi | Franco         |
| Nino Manfredi      | Otello         |
| Gino Cervi         | Cesare         |
| Sergio Raimondi    | Nando Latini   |
| Valeria Moriconi   | Marisa         |
| Nadia Bianchi      | Alba Del Bosco |
| Oscar Blando       | Gratta         |
| Decimo Cristiani   | Luciano        |
| Nino Marino        | Aldo           |
| Alessandra Panaro  | Marcella       |
| Gigi Reder         | Annibale       |
| Cosetta Greco      | Ines           |